# Zyprische Küche
Die zyprische Küche ist eine mediterrane Küche, die durch die Geschichte Zyperns bedingt von zahlreichen Einflüssen verschiedener Kulturen geprägt wurde.
Die Zyprer (heute etwa zu 80 Prozent griechisch- und zu 20 Prozent türkischstämmig) standen über Jahrhunderte jeweils mehrfach unter assyrischer, ägyptischer, persischer, griechischer und römischer Herrschaft, dann byzantinischer, der der Kreuzritter und der Venedigs. 1571 wurde die Insel dem Osmanischen Reich zugeschlagen und von diesem 1878 als Kolonie an Großbritannien verpachtet. Zypern erlangte erst 1960 die Unabhängigkeit.
Trotz dieser und zahlreicher anderer Einflüsse bilden die Grundlage der zyprischen Küche die griechischen und türkischen Küchen mit ihrer Vorliebe für Gegrilltes und Eintopfgerichte, Zitrone, Joghurt, Petersilie und Knoblauch. Die zyprische Küche ist dabei jedoch allgemein weniger scharf als die türkische und arabische Küche und verwendet weit mehr Gewürze und Kräuter wie Minze, Koriander, Estragon, Basilikum, Kardamom, Zimt, Portulak und Rucola als die griechische Küche. Die in der Türkei beliebten Gewürze Kreuzkümmel und scharfer Paprika werden dagegen selten verwendet. Wein aus Zypern war bereits im antiken Rom berühmt und wird auch heute noch in der Küche verwendet. Schließlich wurden der zyprischen Küche während der englischen Kolonialherrschaft auch nordeuropäische und asiatische, darunter besonders indische Zutaten wie Currypulver und Ingwer einverleibt.

## Zutaten
Auf Zypern, einer waldreichen und gebirgigen Insel mit fruchtbarem Boden, werden zahlreiche Obst- und Gemüsesorten angebaut: An den Hängen des Troodos-Gebirges gedeihen Apfel-, Birnen-, Pfirsich-, Mandel- und Nussbäume sowie Wein. Im Übrigen wird das Bild der Insel von Zypressen, Oliven- und Johannisbrotbäumen geprägt. In der Umgebung von Limassol herrschen Orangen- und Grapefruithaine vor. Das „Land der roten Erde“ im Südosten gilt als Gemüsegarten Zyperns mit Kartoffeln, Auberginen, Tomaten, Gurken, Zwiebeln und anderem. Feigen und Granatäpfel wachsen im Nordwesten. Im Südwesten, bei Paphos, gibt es große Bananenplantagen.
Fleisch spielt in der zyprischen Küche eine große Rolle, vor allem Lamm, Schwein, Geflügel und Kaninchen, weniger das wegen der begrenzten Weideflächen früher kaum gehaltene Rind, das erst durch die Engländer populärer wurde. Der ursprünglich aus Schafmilch, heute auch mit Kuhmilch hergestellte Halloumi (Hallúmi), ein mildwürziger Molkekäse vermutlich arabischer Herkunft, und Eier werden häufig und vielseitig verwendet.
Obwohl Zypern eine Insel ist, gehört Fisch nicht zu den traditionellen Zutaten und die Anzahl der Fischgerichte ist entsprechend gering. Als die Engländer die Insel übernahmen, gab es nur wenige italienische, griechische und maltesische Fischer in Larnaka und Limassol. Der Grund ist vermutlich in den seit der Antike häufig stattfindenden Überfällen auf die Küsten zu suchen, die die Bevölkerung ins Landesinnere trieben. Wenn auf Zypern Fisch – vor allem Schwertfisch und Thunfisch gegessen wird, dann meist auf die am ganzen Mittelmeer übliche, einfach gebratene oder frittierte Art.

## Typische Gerichte

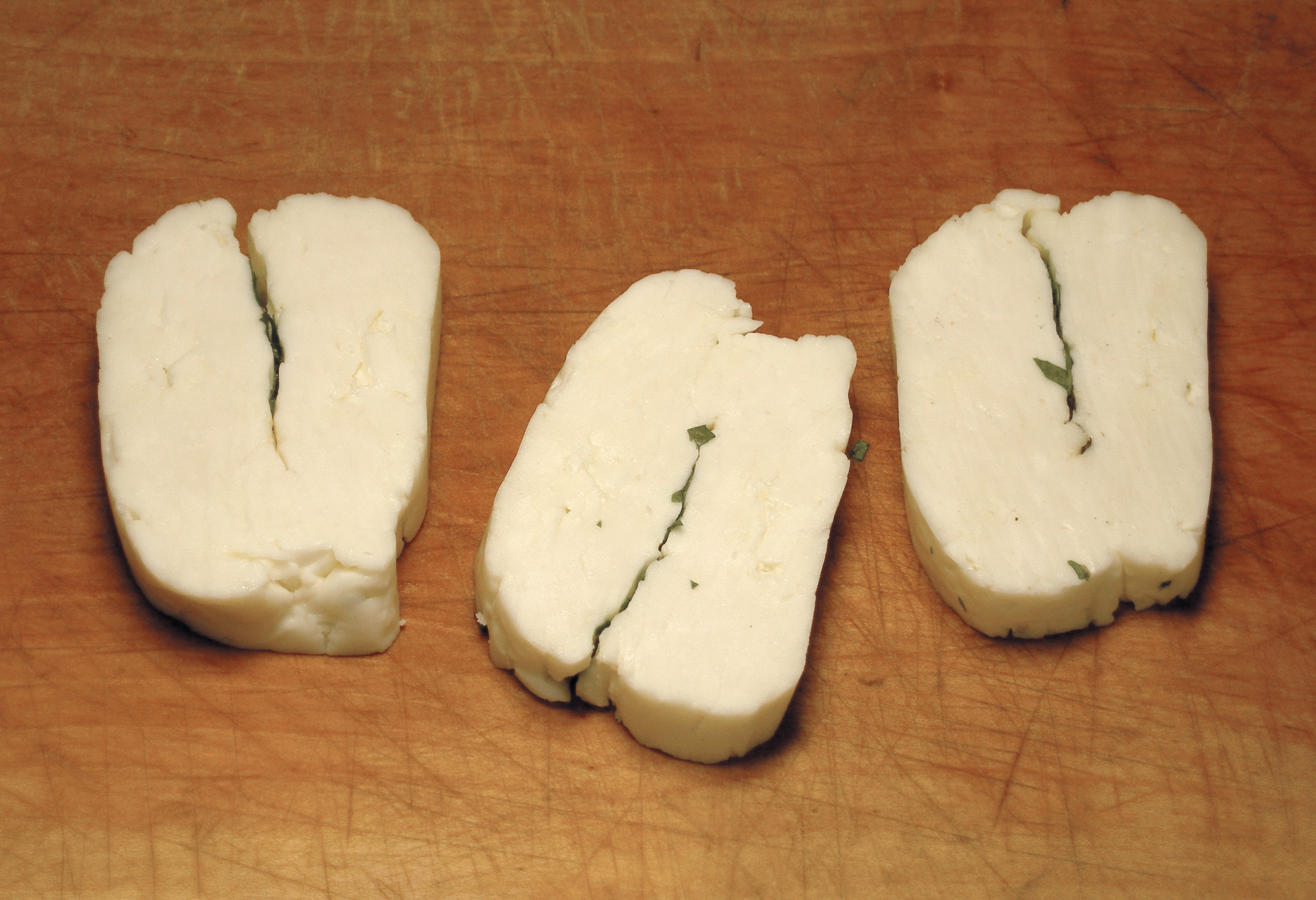
Geschnittener Halloumi

Neben verschiedenen Suppen spielen wie in der arabischen, türkischen und griechischen Küche Mezedes/Meze eine große Rolle als Vorspeise, die bei ausreichender Zahl der kleinen Gerichte auch als ganze Mahlzeit gelten. Kanelónia sind auf verschiedene Weise gefüllte und überbackene Omeletts. Die weit verbreiteten Kanelónia mit Halloumi verbinden die zyprische Vorliebe für Eierspeisen und ihren „Nationalkäse“.
Bei Hauptgerichten fallen neben gebratenen und gegrillten die im Ofen geschmorten Fleischgerichte auf, für die traditionell ein gemauerter Steinofen verwendet wurde, in den man die Gerichte im Tawás, einem bauchigen Tontopf, stellte. Diese kräftig mit Zimt, Nelken und Kräutern gewürzten Schmorgerichte mit verschiedenen Gemüse werden nach dem Gefäß ebenfalls Tawás genannt. Sie gehören allerdings nicht zur alltäglichen Kost, sondern sind eher ein sonntägliches Essen. Ohne Backofen kommen die einfacheren Jiachní-Gerichte aus; sie bestehen aus angebratenen Fleisch- oder Gemüsestücken bzw. einer Mischung aus ihnen, die auf dem Herd in einer Tomatensauce geschmort werden.
Als Beilagen dienen vor allem Brot, Weißbrot oder Fladenbrot, Pítta genannt, das auch wie Döner und vergleichbare orientalische Gerichte gefüllt als Imbiss dient. Daneben sind Reis, Nudeln, Purkúri (Bulgur) und Hülsenfrüchte übliche sättigende Beilagen, heute auch die erst Mitte des 19. Jahrhunderts eingeführte Kartoffel, die die bis dahin verbreitete Kolokasie weitgehend verdrängte. In zyprischen Restaurants gehören – meist hausgemachte – Pommes frites als Beilage zu gegrilltem Fleisch oder Halloumi heute zum Standardangebot.